# Museo delle donne di Hittisau
Il Museo delle donne di Hittisau (Frauenmuseum Hittisau in tedesco) è un museo dedicato alle donne situato a Hittisau, in Austria. È stato fondato nel 2000.

## Descrizione
Il museo al suo interno mostra le conquiste culturali delle donne, in particolare della regione del Bregenzerwald, attraverso mostre, eventi culturali, attività didattiche, presentazioni e laboratori. Fa parte dell'Associazione Internazionale dei Musei delle Donne (IAWM). Il museo ha vinto nel 2017 l'Austrian Museum Award.
Il museo è situato il piano superiore della Feuerwehrhaus und Kulturhaus ("Casa dei vigili del fuoco e casa della cultura"), costruita dal 1998 al 2000. La parte superiore è in legno di abete bianco locale e l'edificio ha una grande facciata in vetro.
L'edificio ha ricevuto vari premi di architettura, tra cui il premio nazionale di architettura "Österreichischer Bauherrenpreis" (2000), il "Vorarlberger Hypo-Bauherrenpreis" (2001), il "Vorarlberger Holzbaupreis" (2001) e il primo premio nella categoria Strutture pubbliche, culturali e ricreative al concorso nazionale "Costruzione a misura d'uomo" (2002).